# أكسل رودريغيز
أكسل رودريغيز (بالإسبانية: Axel Rodríguez) هو لاعب كرة قدم أرجنتيني، ولد في 25 مارس 1997 في باهيا بلانكا في الأرجنتين. لعب مع أوليمبو.

## روابط خارجية
- أكسل رودريغيز على موقع قاعدة بيانات كرة القدم.إي يو (الإنجليزية)
- أكسل رودريغيز على موقع Soccerway.com (الإنجليزية)